# Lingui
Lingui léase Lin-Kuéi (en chino, 临桂区; pinyin, Línguì qū) es un distrito urbano bajo la administración directa de la Prefectura Guilin en la Región autónoma de Guangxi, República Popular China. Su área es de 2247 km² y su población total para 2020 superó lo 500 mil habitantes.

## Administración
El distrito de Lingui se divide en 11 pueblos que se administran en 9 poblados y 2 villas étnicas.